# 6462 Myougi
6462 Myougi eller 1994 AF2 är en asteroid i huvudbältet som upptäcktes den 9 januari 1994 av den japanska astronomen Takao Kobayashi vid Ōizumi-observatoriet. Den är uppkallad efter berget Myougi i japan.
Asteroiden har en diameter på ungefär 21 kilometer.